# John Salong
Dahmasing John Salong, né le 12 octobre 1966, est un homme politique vanuatais.

## Biographie
Titulaire d'un diplôme de Master of Business Administration de l'université Charles-Sturt en Australie, propriétaire d'une très petite entreprise, il est consultant en matière de politique économique. En 2009, il critique ainsi la volonté du ministre du Commerce extérieur James Bule de faire entrer le Vanuatu à l'Organisation mondiale du commerce, arguant pour sa part que le pays devrait plutôt améliorer ses infrastructures aptes à faciliter ses échanges commerciaux avec l'étranger. En 2015, il co-rédige un rapport sur l'économie politique du Vanuatu pour la Banque asiatique de développement. Au milieu des années 2010 il est le principal conseiller du ministère vanuatais du Travail.
Avec l'étiquette du parti Terre et Justice, il est élu député de l'île d'Ambrym au Parlement de Vanuatu lors des élections législatives de 2020,. Durant la pandémie de Covid-19 au Vanuatu, il s'oppose à la vaccination obligatoire, et propage de la désinformation sur la pandémie, affirmant sans fondement que les vaccins tuent et que la prière et les remèdes à base d'herbes suffisent à protéger la population. Réélu député aux élections législatives anticipées de 2022, il est nommé ministre des Finances dans le gouvernement de coalition que mène Ishmael Kalsakau. Il perd son poste lorsque le Parlement démet le gouvernement par une motion de censure en septembre 2023,.
Le 9 octobre, le nouveau Premier ministre Charlot Salwai le nomme ministre des Finances et de l'Économie dans son gouvernement de coalition,. Le 12 août 2024, à l'occasion d'un remaniement ministériel, il doit céder le ministère des Finances à Johnny Koanapo, et remplace Ralph Regenvanu comme ministre du Réchauffement climatique.